# Colección Austral
La Colección Austral fue la primera colección de libros de bolsillo de la editorial Espasa Calpe. Nació en 1937, con la publicación  en Buenos Aires de su primer número, La rebelión de las masas de José Ortega y Gasset.

## Historia
El nacimiento de la colección Austral se enmarca en la difusión del libro de bolsillo, que surgió en la década de 1930. En el  Reino Unido habían triunfado los libros «en rústica» de Penguin, que tres años después de su nacimiento en 1935 contaba con más de doscientos cincuenta títulos y cuyo formato se imitó extensivamente. El diseño de la colección Austral, con sus cubiertas blancas y una sobrecubierta de diseño cromático no figurativo, variando el color según fuera narrativa, poesía, ensayo o ciencias, no tenía nada que ver con el diseño de Penguin. La colección Austral abarca literatura, filosofía, biografía, ciencia e historia, de autores clásicos y modernos, españoles, argentinos y extranjeros.
La iniciativa surgió de la filial de Espasa-Calpe en Argentina. En 1939 se habían publicado ya más de 80 títulos. Por razones económicas, la casa matriz española no imprimió ningún volumen en España hasta la década de 1950, cuando ya se habían publicado más de mil títulos en la colección.
La colección Austral fue una versión modernizada y aumentada de la Colección Universal, que la Editorial Calpe había lanzado en 1919, antes de fusionarse con Espasa en 1925 y que se clausuró en 1935, con más de mil volúmenes publicados.

## Premios
Austral recibió en 2017 el Premio Nacional a la Mejor Labor Editorial Cultural.

## Temática por color
- Azul: Novelas y cuentos en general.
- Verde: Ensayos y Filosofía
- Naranja: Biografías y vidas novelescas.
- Negra: Viajes y reportajes.
- Amarilla: Libros políticos y documentos del tiempo.
- Violeta: Teatro y Poesía.
- Gris: Clásicos
- Roja: Novelas policíacas, de aventuras y femeninas.
- Marrón: Ciencia y técnica. Clásicos de la ciencia.